# Longvic
Longvic é uma comuna francesa na região administrativa da Borgonha-Franco-Condado, no departamento de Côte-d'Or. Estende-se por uma área de 10,56 km². Em 2010 a comuna tinha 8 543 habitantes (densidade: 809 hab./km²).